# Élections législatives moldaves de 2010
Les élections législatives moldaves de 2010 se sont tenues le dimanche 28 novembre 2010. Elle se dérouleront après un an et demi de crise politique consécutive à l'échec de l'élection du président, qui nécessite une majorité de 3/5 des parlementaires. Aucune formation n'avait obtenu une telle majorité à la suite des dernières élections législatives d'avril 2009 et élections législatives de juillet 2009.
Ces élections marquent, pour la troisième fois consécutive, une légère baisse de l'électorat du Parti communiste, et aucun parti ni aucune formation n'obtient la majorité des 3/5 pour élire un président de la République.

## Contexte

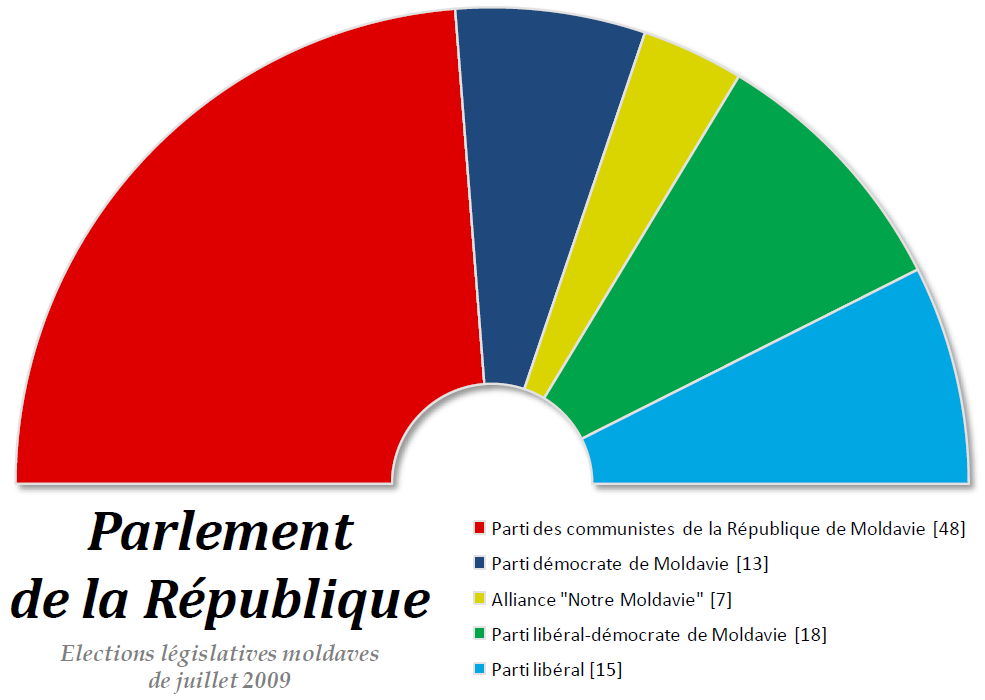
Composition de la législature sortante.

À la suite des élections législatives d'avril 2009, le Parti des communistes de la République de Moldavie a remporté une majorité absolue au Parlement, mais n'a ensuite pas pu faire réélire son président, n'ayant pas obtenu les 61 sièges nécessaires (3/5 des sièges). Conformément à la Constitution, le Président a dissous le Parlement entrainant de nouvelles élections. Durant les élections législatives de juillet 2009, le Parti communiste a perdu sa majorité absolue au profit des quatre partis politiques réunis autour de l'Alliance pour l'intégration européenne. Cependant, ce nouveau n'a pas non plus obtenu assez de sièges pour faire élire son président.
Afin de mettre fin à la crise, le président du Parlement et président de la République par intérim Mihai Ghimpu a proposé un référendum pour modifier la constitution et permettre l'élection du président au suffrage universel direct. Le 5 septembre 2010, ce référendum a dû être invalidé en raison d'un taux de participation trop faible (environ 30 % contre 33 % requis), malgré une forte victoire du oui (87 %). C'est ainsi une victoire pour le Parti communiste qui avait appelé au boycott. Constatant l'échec de la coalition au pouvoir, le président par intérim Mihai Ghimpu a dissous le Parlement et fixé les prochaines élections au 28 novembre.

## Campagne
Dans un sondage réalisé entre avril et mai 2010, le Parti des communistes de la République de Moldavie obtiendrait 28 % des voix, le Parti libéral-démocrate de Moldavie 16,5 %, le Parti démocrate 8,6 %, et le Parti libéral 4,9 %.

## Sondages sortie des urnes
Les élections se sont tenues le 28 novembre, et selon deux sondages de sortie des urnes, la coalition pro-européenne obtiendrait entre 56,2 % et 65,1 %, et le Parti communiste entre 26 et 33,8 %. Ce scrutin pourrait donc marquer, pour la première fois, une large victoire d'une alliance pro-libérale. Selon ces projections, l'alliance au pouvoir obtiendrait entre 64 et 72 parlementaires, soit plus que les 61 requis pour élire le président de la République. Dans les deux cas toutefois, l'Alliance Notre Moldavie (AMN) ne recueillerait que 3 % des voix, insuffisant pour continuer de siéger au Parlement.

## Résultats
Pour rentrer au Parlement, les partis politiques doivent obtenir au moins 4 % des suffrages.
| Partis et coalitions            | Partis et coalitions                                      | Voix    | %     | Sièges | +/- | % Sièges |
| ------------------------------- | --------------------------------------------------------- | ------- | ----- | ------ | --- | -------- |
|                                 | Parti des communistes de la République de Moldavie (PCRM) | 677 069 | 39,34 | 42     | 6   | 42,57    |
|                                 | Parti libéral-démocrate de Moldavie (PLDM)                | 506 253 | 29,42 | 32     | 14  | 30,69    |
|                                 | Parti démocrate de Moldavie (PDM)                         | 218 620 | 12,70 | 15     | 2   | 14,85    |
|                                 | Parti libéral (PL)                                        | 171 336 | 9,96  | 12     | 3   | 11,88    |
|                                 | Alliance Notre Moldavie (AMN)                             | 35 289  | 2,05  | 0      | 7   | -        |
| Total (participation : 59,10 %) | Total (participation : 59,10 %)                           | -       | 100   | 101    | -   | 100      |

## Poursuite de la crise politique
Après son échec à rentrer au Parlement, le bloc Notre Moldavie quitte la coalition de l'Alliance pour l'intégration européenne. Les trois partis restants se sont réunis le 1er décembre pour décider quelle stratégie adopter. Parmi eux, le Parti libéral a affirmé sa volonté de maintenir l'alliance actuelle, mais les deux autres n'ont pas encore donné leur avis. Le Parti des communistes de la République de Moldavie a proposé au Parti démocrate de Moldavie (de gauche) une alliance, offre à laquelle Marian Lupu (dirigeant du parti démocrate) n'a pas encore répondu.
Le 7 décembre, le Parti démocrate entame des négociations avec le Parti communiste, tout en continuant les négociations avec l'alliance pro-libérale. Toutefois, aucune de ces deux alliances n'obtiendrait la majorité de 61 sièges.
Selon les informations interceptés par WikiLeaks, Marian Lupu aurait expliqué à des diplomates américains que le dirigeant du Parti communiste, Vladimir Voronin, lui avait proposé, peu avant la tenue de ces élections, la présidence de la République contre une alliance avec son parti. Marian Lupu aurait refusé, avant de se voir proposer une offre supplémentaire de dix millions de dollars. Marian Lupu aurait également refusé cette nouvelle proposition.

## Députés élus
| Parti des communistes de la république de Moldavie | Parti libéral-démocrate de Moldavie | Parti démocrate de Moldavie | Parti libéral |
| --- | --- | --- | --- |
| 1. Vladimir Voronin 2. Zinaida Greceanîi 3. Iurie Muntean 4. Maria Postoico 5. Mark Tkaciuc 6. Igor Dodon 7. Vadim Mișin 8. Vladimir Vitiuc 9. Irina Vlah 10. Grigore Petrenco 11. Galina Balmoș 12. Anatolie Zagorodnîi 13. Violeta Ivanov 14. Vasilii Sova 15. Serghei Sârbu 16. Oxana Domenti 17. Zinaida Chistruga 18. Miron Gagauz 19. Vasilii Panciuc 20. Alla Mironic 21. Alexandr Bannicov 22. Mihail Poleanschi 23. Sergiu Stati 24. Zurab Todua 25. Anatolie Gorilă 26. Elena Bodnarenco 27. Constantin Starîş 28. Veaceslav Bondari 29. Veronica Abramciuc 30. Oleg Reidman 31. Eduard Mușuc 32. Vladimir Eremciuc 33. Oleg Garizan 34. Oleg Babenco 35. Victor Mîndru 36. Serghei Filipov 37. Artur Reșetnicov 38. Inna Șupac 39. Tatiana Botnariuc 40. Alexandr Petcov 41. Gheorghe Popa 42. Gheorghe Anghel | 1. Vlad Filat 2. Alexandru Tănase 3. Mihai Godea 4. Liliana Palihovici 5. Iurie Leancă 6. Grigore Belostecinic 7. Vladimir Hotineanu 8. Nicolae Juravschi 9. Iurie Țap 10. Lilia Bolocan 11. Valeriu Ghilețchi 12. Mihail Șleahtițchi 13. Angela Agache 14. Ion Bălan 15. Tudor Deliu 16. Veaceslav Ioniță 17. Valeriu Streleț 18. Simion Furdui 19. Chiril Lucinschi 20. George Mocanu 21. Grigore Cobzac 22. Alexandru Cimbriciuc 23. Ion Butmălai 24. Ghenadie Ciobanu 25. Nicolae Olaru 26. Ivan Ionaș 27. Nae-Simion Pleșca 28. Anatolie Dimitriu 29. Maria Ciobanu 30. Petru Vlah 31. Andrei Vacarciuc 32. Petru Stirbate | 1. Marian Lupu 2. Vladimir Plahotniuc 3. Valeriu Lazăr 4. Igor Corman 5. Dumitru Diacov 6. Marcel Răducan 7. Andrian Candu 8. Valentina Buliga 9. Pavel Filip 10. Vasile Botnari 11. Alexandr Stoianoglo 12. Raisa Apolschii 13. Iurie Bolboceanu 14. Valeriu Guma 15. Anatolie Ghilaş | 1. Mihai Ghimpu 2. Anatolie Șalaru 3. Corina Fusu 4. Ion Hadârcă 5. Valeriu Munteanu 6. Oleg Bodrug 7. Boris Vieru 8. Vladimir Lupan 9. Victor Popa 10. Vadim Cojocaru 11. Ana Guțu 12. Gheorghe Brega |